# Nado sincronizado nos Jogos Pan-Americanos de 2015 - Equipes
A competição por equipes do nado sincronizado nos Jogos Pan-Americanos de 2015 foi realizada entre os dias 9 e 11 de agosto no Centro Aquático CIBC Pan e Parapan-Americano.

## Calendário
Horário local (UTC−4)
| Dia          | Horário | Fase                 |
| ------------ | ------- | -------------------- |
| 9 de agosto  | 18:00   | Rotina técnica       |
| 11 de agosto | 15:00   | Rotina livre – final |

## Medalhistas
|  | CAN Canadá |  | MEX México |  | USA Estados Unidos |
|  | Gabriella Brisson Annabelle Frappier Claudia Holzner Lisa Mikelberg Marie-Lou Morin Samantha Nealon Lisa Sanders Jacqueline Simoneau Karine Thomas |  | Karem Achach Teresa Alonso Karla Arreola Isabel Delgado Nuria Diosdado Evelyn Guajardo Joana Jiménez Samanta Rodríguez Jessica Sobrino |  | Anita Alvarez Claire Barton Mary Killman Mariya Koroleva Isabel Malcolmson Sandra Ortellado Sarah Rodríguez Karensa Tjoa Alison Williams |

## Resultados
Um total de 8 conjuntos participaram da prova, composta por duas fases: rotina técnica e rotina livre. A soma da pontuação das duas rotinas determina as equipes medalhistas.
| Pos.              | CON                | Dueto | Rotina técnica | Rotina livre | Total    |
| ----------------- | ------------------ | --- | -------------- | ------------ | -------- |
| Medalha de ouro   | CAN Canadá         | Gabriella Brisson Annabelle Frappier Claudia Holzner Lisa Mikelberg Marie-Lou Morin Samantha Nealon Lisa Sanders Jacqueline Simoneau Karine Thomas | 87.9094        | 90.2000      | 178.1094 |
| Medalha de prata  | MEX México         | Karem Achach Teresa Alonso Isabel Delgado Nuria Diosdado Evelyn Guajardo Joana Jiménez Samanta Rodríguez Jessica Sobrino                           | 82.6018        | 86.8333      | 172.5073 |
| Medalha de bronze | USA Estados Unidos | Anita Alvarez Claire Barton Mary Killman Mariya Koroleva Isabel Malcolmson Sandra Ortellado Sarah Rodríguez Karensa Tjoa Alison Williams           | 80.8605        | 83.4333      | 166.0351 |
| 4                 | BRA Brasil         | Luisa Borges Maria Bruno Beatriz Feres Branca Feres Maria Clara Lobo Sabrine Lowy Maria Eduarda Miccuci Lorena Molinos Lara Teixeira               | 80.8605        | 82.9000      | 163.7605 |
| 5                 | ARG Argentina      | Camila Arregui Sofía Boasso Lucía Díaz Sofía Eliceche Ana Fernández Brenda Moller Etel Sánchez Sofía Sánchez Lucina Simon                          | 76.4198        | 78.9000      | 155.3198 |
| 6                 | ARU Aruba          | Neftaly Albertsz Abigail de Veer Anouk Eman Janelle Flemming Kyra Hoevertsz Carondina Leijdekkers Amanda Maduro Alexandra Mendoza Kiara van Trikt  | 68.4442        | 72.7667      | 141.2109 |
| 7                 | PER Peru           | María Paula Castillo Camila Cayo Ana Lucía Espinoza Carla Morales Sandy Quiróz Karen Rolando Cielomar Romero Valeria Romero Thais Yamashiro        | 66.4587        | 68.8333      | 135.2920 |
| 8                 | CUB Cuba           | Cristy Alfonso Melissa Alonso Keyla Armas Yanela Chacón Carysney García Dyliam Marrero Jennifer Quintanal Sonia Roche Odailys Suárez               | 63.8392        | 64.8333      | 128.2725 |